# Ponte di Atatürk
Il ponte di Atatürk (in turco Atatürk Köprüsü) è un ponte stradale che attraversa il Corno d'Oro a Istanbul.
Prende il nome da Mustafa Kemal Atatürk, fondatore e primo presidente della Repubblica di Turchia, ma a volte è chiamato Ponte di Unkapanı dal nome dell'antica zona ("bilancia della farina" In turco) dove venivano scaricati e conservati i cereali durante il periodo ottomano, e dal nome turco ("Unkapanı kapısı") della porta bizantina delle mura marittime.

## Storia
Il primo ponte sul sito si chiamava Ponte Hayratiye e fu commissionato dal sultano ottomano riformista Mahmud II e supervisionato da Ahmed Fevzi Pascià, il vice ammiraglio della flotta ottomana. I lavori furono completati nel 1836 e il ponte era lungo circa 400 metri e largo 10 metri e fu costruito come ponte mobile per permettere il passaggio di grandi navi. Il sultano Mahmud II partecipò all'inaugurazione del ponte nel 1836, attraversandolo a cavallo.
Nel 1875 il ponte venne sostituito da un secondo in ferro costruito da un'azienda francese al prezzo di 135000 lire d'oro ottomane. Era lungo 480 metri e largo 18 metri e rimase in servizio fino al 1912, quando venne demolito.
Nel 1912, il vicino ponte di Galata venne smontato e rimontato sul sito del vecchio ponte Hayratiye e rimase in uso fino al 1936 quando fu danneggiato da una tempesta.

Il quarto e attuale ponte fu costruito tra il 1936 e il 1940 ed è lungo 477 metri e largo 25 metri.